# Isuzu Piazza
L'Isuzu Piazza est un coupé produit par Isuzu de 1980 à 1993. Il est appelé aussi Isuzu Impulse, Asüna Sunfire et Holden Piazza.

## Première génération (1980 - 1990)
Construite par sa filiale japonaise, Isuzu, la Piazza est une tentative de General Motors de créer au début des années 1980 une voiture de sport internationale capable de rivaliser avec des japonaises. 